# 凱氏舌鰨
凱氏舌鰨為輻鰭魚綱鰈形目鰨亞目舌鰨科的其中一種，為熱帶魚類，分布於東大西洋塞內加爾至安哥拉半鹹水、海域，棲息深度10-30公尺，體長可達20公分，棲息在沙泥底質底層水域，生活習性不明，可做為食用魚。

## 扩展阅读
維基物種上的相關：凱氏舌鰨